# Bradina haplomorpha
Bradina haplomorpha là một loài bướm đêm trong họ Crambidae.